# Wilde bertram
Wilde bertram (Achillea ptarmica) is een vaste plant, die behoort tot de composietenfamilie (Asteraceae). De plant komt van nature voor in Eurazië. In siertuinen worden cultivars gebruikt als Achillea ptarmica 'The Pearl' met gevulde bloemen.
De plant komt voor op natte grond aan waterkanten, in nat grasland en op moerasachtige grond.

## Kenmerken
De plant wordt 30–90 cm hoog en vormt ondergrondse uitlopers. De van boven kale bladeren zijn ongedeeld en hebben vaak een dubbelgezaagde bladrand. De bladtop is spits.
Wilde bertram bloeit van juli tot september met meestal niet meer dan tien 1 cm grote hoofdjes per bloeiwijze. De met donshaar bezette schutblaadjes zijn lintvormig en hebben een zwarte rand. De lintbloemen zijn wit en de buisbloemen geelachtig wit. In de hoofdjes zitten stroschubben.
De vrucht is een nootje. In een gram zaad zitten ongeveer drieduizend zaden.

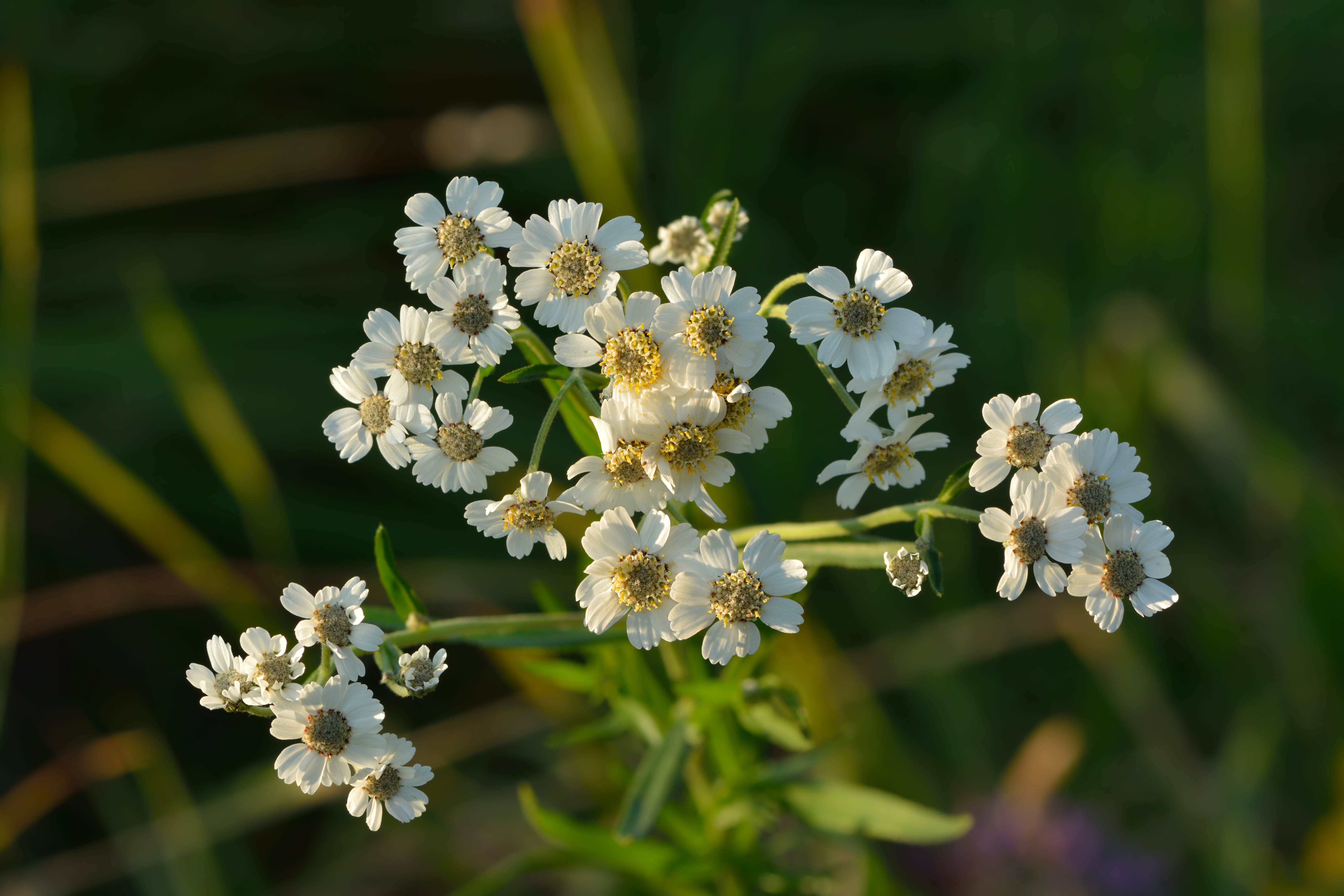
Bloem

## Plantengemeenschap
Wilde bertram is een kensoort voor de pijpenstrootje-orde (Molinietalia), een de orde van plantengemeenschappen van bloemrijke, vochtige graslanden op matig voedselrijke bodems.

## Toepassingen
De bloeiwijzen van cultivars van de wilde bertram zijn geschikt als droogbloemen.
Het tot poeder gemalen droge blad wordt als niespoeder gebruikt, waaraan de plant zijn Engelse naam sneezewort ("nieskruid") te danken heeft.
De bitterstoffen in de plant helpen tegen kiespijn.
De bloemen kunnen zowel vers als gedroogd in gerechten verwerkt worden en hebben een peperachtige smaak.

## Waardplant
Wilde bertram is waardplant voor de microvlinders Dichrorampha sylvicolana, Gillmeria pallidactyla, Isophrictis anthemidella en Isophrictis striatella.